# بيل إيفانس
بيل إيفانس (بالإنجليزية: Bill Evans)‏‏ (16 أغسطس 1929 - 15 سبتمبر 1980)، كان ملحن وموسيقي أمريكي بدأ مسيرته الفنية عام 1950.

## وصلات خارجية
- بيل إيفانس على موقع IMDb (الإنجليزية)
- بيل إيفانس على موقع الموسوعة البريطانية (الإنجليزية)
- بيل إيفانس على موقع ميوزك برينز (الإنجليزية)
- بيل إيفانس على موقع إن إن دي بي (الإنجليزية)
- بيل إيفانس على موقع أول ميوزيك (الإنجليزية)
- بيل إيفانس على موقع ديسكوغز (الإنجليزية)
- بيل إيفانس على موقع قاعدة بيانات الفيلم (الإنجليزية)

- الموقع الرسمي